# HD105509
HD105509 — хімічно пекулярна зоря спектрального класу A2, що має видиму зоряну величину в смузі V приблизно  5,7.
Вона  розташована на відстані близько 326,5 світлових років від Сонця.

## Фізичні характеристики
Телескоп Гіппаркос зареєстрував фотометричну змінність  даної зорі з періодом    4,97 доби в межах від  Hmin= 5,93 до  Hmax= 5,80.